# El sueño de Cristo
El sueño de Cristo és una pel·lícula independent espanyola escrita, dirigida i protagonitzada per Ángel García del Val del 1997.

## Argument
Amb una veu en off de Daniel Dicenta, la pel·lícula intenta aportar una visió filosòfica i política de Jesús de Natzaret en el context en el que el situen els estudis arqueològics, en una Galilea en conflicte constant entre els guerrillers zelotes, seguidors del discurs messiànic que insinuava la redempció dels pagesos jueus i els soldats romans.
Hi ha constants referències a Rabindranath Tagore, Khalil Gibran, Walt Whitman, Krishnamurti i Juan Ramón Jiménez.

## Repartiment
- Ángel García del Val
- Ángel García
- Daniel Dicenta
- Juan Antonio Gálvez
- María Luz Olier

## Producció
Fou rodada en color en format de 35 mil·límetres, amb baix pressupost i de manera totalment independent (el mateix García del Val interpreta el paper de Crist), amb estètica influïda per Carl Theodor Dreyer i Pier Paolo Pasolini. També utilitza un discurs verbal sever en forma de veu en off omnipresent.
Es va mostrar a la secció especial de la XVIII edició de la Mostra de València, però no es va estrenar als cinemes.